# Filipiny na Letnich Igrzyskach Olimpijskich 2024
Filipiny na Letnich Igrzyskach Olimpijskich 2024 – występ kadry sportowców reprezentujących Filipiny na igrzyskach olimpijskich, które odbyły się w Paryżu we Francji, w dniach 26 lipca – 11 sierpnia 2024.
Reprezentacja Filipin liczyła dwudziestu dwóch zawodników – piętnaście kobiet i siedmiu mężczyzn, którzy wystąpili w 9 dyscyplinach.
Był to dwudziesty trzeci start Filipin na letnich igrzyskach olimpijskich.

## Zdobyte medale
| Medal | Zawodnik       | Dyscyplina | Konkurencja         | Rezultat | Data       |
| ----- | -------------- | ---------- | ------------------- | -------- | ---------- |
| Złoto | Carlos Yulo    | Gimnastyka | ćwiczenia wolne (m) | 15,000   | 3 sierpnia |
| Złoto | Carlos Yulo    | Gimnastyka | skoki (m)           | 15,116   | 4 sierpnia |
| Brąz  | Aira Villegas  | Boks       | -50 kg (k)          |          | 6 sierpnia |
| Brąz  | Nesthy Petecio | Boks       | -57 kg (k)          |          | 7 sierpnia |

## Reprezentanci

### Boks
| Zawodnik        | Konkurencja | 1/16             | 1/8                | Ćwierćfinał      | Półfinał         | Finał            | Finał   | Źródło |
| Zawodnik        | Konkurencja | Przeciwnik Wynik | Przeciwnik Wynik   | Przeciwnik Wynik | Przeciwnik Wynik | Przeciwnik Wynik | Miejsce | Źródło |
| --------------- | ----------- | ---------------- | ------------------ | ---------------- | ---------------- | ---------------- | ------- | ------ |
| Carlo Paalam    | -57 kg (m)  | BYE              | Gallagher W 0-5    | Senior P 2-3     | NQ               | NQ               | 5.      | [ 3 ]  |
| Eumir Marcial   | -80 kg (m)  | BYE              | Khabibullaev P 0-5 | NQ               | NQ               | NQ               | 9.      | [ 4 ]  |
| Aira Villegas   | -50 kg (k)  | Moutaqui W 5-0   | Boualam W 5-0      | Lkhadiri W 3-2   | Çakıroğlu P 0-5  | NQ               | brąz    | [ 5 ]  |
| Nesthy Petecio  | -57 kg (k)  | Lamboria W 5-0   | Zidani W 4-1       | Xu W 5-0         | Szeremeta P 1-4  | NQ               | brąz    | [ 6 ]  |
| Hergie Bacyadan | -75 kg (k)  | —                | Li P 0-5           | NQ               | NQ               | NQ               | 9.      | [ 7 ]  |

### Gimnastyka

#### Gimnastyka sportowa
Mężczyźni
| Zawodnik    | Konkurencja                 | Kwalifikacje | Kwalifikacje | Kwalifikacje | Kwalifikacje | Kwalifikacje | Kwalifikacje | Kwalifikacje | Kwalifikacje | Finał    | Finał    | Finał    | Finał    | Finał    | Finał    | Finał  | Finał   | Źródło |
| Zawodnik    | Konkurencja                 | Przyrząd     | Przyrząd     | Przyrząd     | Przyrząd     | Przyrząd     | Przyrząd     | Razem        | Pozycja      | Przyrząd | Przyrząd | Przyrząd | Przyrząd | Przyrząd | Przyrząd | Razem  | Pozycja | Źródło |
| Zawodnik    | Konkurencja                 | F            | PH           | R            | V            | PB           | HB           | Razem        | Pozycja      | F        | PH       | R        | V        | PB       | HB       | Razem  | Pozycja | Źródło |
| ----------- | --------------------------- | ------------ | ------------ | ------------ | ------------ | ------------ | ------------ | ------------ | ------------ | -------- | -------- | -------- | -------- | -------- | -------- | ------ | ------- | ------ |
| Carlos Yulo | Wielobój indywidualny       | 14,766       | 13,066       | 13,000       | 14,800       | 14,533       | 13,466       | 83,631       | 9.           | 14,333   | 11,900   | 13,933   | 14,766   | 14,500   | 13,600   | 83,032 | 12.     | [ 8 ]  |
| Carlos Yulo | Ćwiczenia wolne             | 14,766       | N/A          | N/A          | N/A          | N/A          | N/A          | 13,566       | 2.           | 15,000   | N/A      | N/A      | N/A      | N/A      | N/A      | 15,000 | złoto   | [ 8 ]  |
| Carlos Yulo | Ćwiczenia na poręczach      | N/A          | N/A          | N/A          | N/A          | 14,533       | N/A          | 14,533       | 19.          | NQ       | NQ       | NQ       | NQ       | NQ       | NQ       | NQ     | NQ      | [ 8 ]  |
| Carlos Yulo | Ćwiczenia na drążku         | N/A          | N/A          | N/A          | N/A          | N/A          | 13,466       | 13,466       | 27.          | NQ       | NQ       | NQ       | NQ       | NQ       | NQ       | NQ     | NQ      | [ 8 ]  |
| Carlos Yulo | Ćwiczenia na koniu z łękami | N/A          | 13,066       | N/A          | N/A          | N/A          | N/A          | 13,066       | 40.          | NQ       | NQ       | NQ       | NQ       | NQ       | NQ       | NQ     | NQ      | [ 8 ]  |
| Carlos Yulo | Ćwiczenia na kółkach        | N/A          | N/A          | 13,000       | N/A          | N/A          | N/A          | 13,000       | 49.          | NQ       | NQ       | NQ       | NQ       | NQ       | NQ       | NQ     | NQ      | [ 8 ]  |
| Carlos Yulo | Skok                        | N/A          | N/A          | N/A          | 14,800       | N/A          | N/A          | 14,800       | 6.           | N/A      | N/A      | N/A      | 15,116   | N/A      | N/A      | 15,116 | złoto   | [ 8 ]  |

Kobiety
| Zawodniczka        | Konkurencja           | Kwalifikacje | Kwalifikacje | Kwalifikacje | Kwalifikacje | Kwalifikacje | Kwalifikacje | Finał    | Finał    | Finał    | Finał    | Finał | Finał   | Źródło |
| Zawodniczka        | Konkurencja           | Przyrząd     | Przyrząd     | Przyrząd     | Przyrząd     | Razem        | Miejsce      | Przyrząd | Przyrząd | Przyrząd | Przyrząd | Razem | Pozycja | Źródło |
| Zawodniczka        | Konkurencja           | V            | UB           | BB           | F            | Razem        | Miejsce      | V        | UB       | BB       | F        | Razem | Pozycja | Źródło |
| ------------------ | --------------------- | ------------ | ------------ | ------------ | ------------ | ------------ | ------------ | -------- | -------- | -------- | -------- | ----- | ------- | ------ |
| Aleah Finnegan     | Wielobój indywidualny | 13,733       | 12,566       | 11,466       | 12,733       | 50,498       | 47.          | NQ       | NQ       | NQ       | NQ       | NQ    | NQ      | [ 9 ]  |
| Emma Malabuyo      | Wielobój indywidualny | 13,266       | 12,500       | 12,233       | 13,100       | 51,099       | 41.          | NQ       | NQ       | NQ       | NQ       | NQ    | NQ      | [ 10 ] |
| Levi Jung-Ruivivar | Wielobój indywidualny | 13,600       | 13,200       | 11,466       | 12,733       | 51,099       | 40.          | NQ       | NQ       | NQ       | NQ       | NQ    | NQ      | [ 11 ] |

### Golf
| Zawodnik           | Konkurencja | Runda 1 | Runda 2 | Runda 3 | Runda 4 | Łącznie | Łącznie | Łącznie | Źródło |
| Zawodnik           | Konkurencja | Wynik   | Wynik   | Wynik   | Wynik   | Wynik   | Par     | Pozycja | Źródło |
| ------------------ | ----------- | ------- | ------- | ------- | ------- | ------- | ------- | ------- | ------ |
| Bianca Pagdanganan | Kobiety     | 72      | 69      | 73      | 68      | 282     | −6      | T4      | [ 12 ] |
| Dottie Ardina      | Kobiety     | 76      | 72      | 69      | 68      | 285     | −3      | T13     | [ 13 ] |

### Judo
| Zawodnik        | Konkurencja | 1/16 finału      | 1/8 finału       | Ćwierćfinał      | Półfinał         | Repasaże         | Finał / 3. miejsce | Finał / 3. miejsce | Źródła |
| Zawodnik        | Konkurencja | Przeciwnik Wynik | Przeciwnik Wynik | Przeciwnik Wynik | Przeciwnik Wynik | Przeciwnik Wynik | Przeciwnik Wynik   | Pozycja            | Źródła |
| --------------- | ----------- | ---------------- | ---------------- | ---------------- | ---------------- | ---------------- | ------------------ | ------------------ | ------ |
| Kiyomi Watanabe | -63 kg (k)  | Tang P 0-10      | NQ               | NQ               | NQ               | NQ               | NQ                 | 17.                | [ 14 ] |

### Lekkoatletyka

#### Konkurencje biegowe
| Zawodnik       | Konkurencja            | Runda 1 | Runda 1 | Repasaże | Repasaże | Półfinał | Półfinał | Finał | Finał   | Źródło |
| Zawodnik       | Konkurencja            | Wynik   | Miejsce | Wynik    | Miejsce  | Wynik    | Miejsce  | Wynik | Miejsce | Źródło |
| -------------- | ---------------------- | ------- | ------- | -------- | -------- | -------- | -------- | ----- | ------- | ------ |
| John Cabang    | 100 m przez płotki (m) | 13,66   | 32.     | DNS      | DNS      | NQ       | NQ       | NQ    | NQ      | [ 15 ] |
| Lauren Hoffman | 400 m przez płotki (k) | 57,83   | 37.     | 58,28    | 20       | NQ       | NQ       | NQ    | NQ      | [ 16 ] |

#### Konkurencje techniczne
| Zawodnik           | Konkurencja       | Kwalifikacje | Kwalifikacje | Finał | Finał   | Źródło |
| Zawodnik           | Konkurencja       | Wynik        | Miejsce      | Wynik | Miejsce | Źródło |
| ------------------ | ----------------- | ------------ | ------------ | ----- | ------- | ------ |
| Ernest John Obiena | Skok o tyczce (m) | 5.75         | 7.           | 5.90  | 4.      | [ 17 ] |

### Pływanie
| Zawodnik      | Konkurencja              | Eliminacje | Eliminacje | Półfinał | Półfinał | Finał | Finał | Źródło |
| Zawodnik      | Konkurencja              | Czas       | Poz.       | Czas     | Poz.     | Czas  | Poz.  | Źródło |
| ------------- | ------------------------ | ---------- | ---------- | -------- | -------- | ----- | ----- | ------ |
| Jarod Hatch   | 100 m st. motylkowym (m) | 54,66      | 36.        | NQ       | NQ       | NQ    | NQ    | [ 18 ] |
| Kayla Sanchez | 100 m st. dowolnym (k)   | 53,67      | 10.        | 54,21    | 15.      | NQ    | NQ    | [ 19 ] |

### Podnoszenie ciężarów
| Zawodnik      | Konkurencja | Rwanie | Rwanie  | Podrzut | Podrzut | Razem  | Pozycja | Źródło |
| Zawodnik      | Konkurencja | Wynik  | Pozycja | Wynik   | Pozycja | Razem  | Pozycja | Źródło |
| ------------- | ----------- | ------ | ------- | ------- | ------- | ------ | ------- | ------ |
| John Ceniza   | -61 kg (m)  | 125    | DNF     | DNF     | DNF     | DNF    | DNF     | [ 20 ] |
| Elreen Ando   | -59 kg (k)  | 100 kg | 7.      | 130 kg  | 2       | 230 kg | 6.      | [ 21 ] |
| Vanessa Sarno | -71 kg (k)  | 100    | DNF     | DNF     | DNF     | DNF    | DNF     | [ 22 ] |

### Szermierka
| Zawodnik          | Konkurencja              | 1/32 finału      | 1/16 finału      | 1/8 finału       | Ćwierćfinały     | Półfinały        | Finał/o 3. miejsce | Finał/o 3. miejsce | Źródło |
| Zawodnik          | Konkurencja              | Przeciwnik Wynik | Przeciwnik Wynik | Przeciwnik Wynik | Przeciwnik Wynik | Przeciwnik Wynik | Przeciwnik Wynik   | Pozycja            | Źródło |
| ----------------- | ------------------------ | ---------------- | ---------------- | ---------------- | ---------------- | ---------------- | ------------------ | ------------------ | ------ |
| Samantha Catantan | Floret indywidualnie (k) | Pistoia W 15-13  | Errigo P 12-15   | NQ               | NQ               | NQ               | NQ                 | 32.                | [ 23 ] |

### Wioślarstwo
| Zawodnik       | Konkurencja | Eliminacje | Eliminacje | Repasaż | Repasaż | Ćwierćfinały | Ćwierćfinały | Półfinały | Półfinały | Finał   | Finał | Źródło |
| Zawodnik       | Konkurencja | Czas       | M.         | Czas    | M.      | Czas         | M.           | Czas      | M.        | Czas    | M.    | Źródło |
| -------------- | ----------- | ---------- | ---------- | ------- | ------- | ------------ | ------------ | --------- | --------- | ------- | ----- | ------ |
| Joanie Delgaco | W1x         | 7:56,26    | 4.         | 7:55,00 | 1.      | 7:58,30      | 6.           | 8:00,18   | 5.        | 7:43,53 | 20.   | [ 24 ] |